# Xavier Ouellet
Xavier Ouellet (* 29. Juli 1993 in Bayonne) ist ein kanadischer Eishockeyspieler französischer Herkunft, der seit Juli 2024 beim HK Dinamo Minsk aus der Kontinentalen Hockey-Liga (KHL) unter Vertrag steht und dort auf der Position des Verteidigers spielt. Zuvor absolvierte Ouellet unter anderem 189 Spiele für die Detroit Red Wings und Canadiens de Montréal in der National Hockey League (NHL). Sein Vater Robert Ouellet war ebenfalls professioneller Eishockeyspieler.

## Karriere
Xavier Ouellet wurde in Bayonne im Südwesten Frankreichs geboren, wo sein Vater Robert Ouellet zu dieser Zeit für Anglet Hormadi Élite in der zweitklassigen Division 1 aktiv war. Der Laufbahn seines Vaters entsprechend verbrachte Xavier Ouellet Teile seiner Jugend in Frankreich und Deutschland, bevor die Familie in die Heimat des Vaters zurückkehrte und sich in Terrebonne in der Provinz Québec niederließ. Seine Juniorenzeit verbrachte er schließlich zwischen 2009 und 2013 in der Ligue de hockey junior majeur du Québec. Dort spielte er zunächst zwei Jahre für den Club de hockey junior de Montréal und anschließend für das Nachfolgeteam Armada de Blainville-Boisbriand. Während der vier wurde der Verteidiger ins All-Rookie Team sowie zweimal ins First All-Star Team der Liga gewählt. Darüber hinaus wurde er im NHL Entry Draft 2011 in der zweiten Runde an 48. Position von den Detroit Red Wings aus der National Hockey League ausgewählt und neun Monate später im März 2012 von den Red Wings unter Vertrag genommen.
Zur Saison 2013/14 wechselte Ouellet in den Profibereich und war zunächst für Detroits Farmteam, die Grand Rapids Griffins, in der American Hockey League aktiv. Im Verlauf der Spielzeit kam er zu vier Einsätzen für die Red Wings in der NHL. Auch in den folgenden beiden Spieljahren stand der Abwehrspieler hauptsächlich für die Griffins auf dem Eis, absolvierte aber weitere 26 NHL-Einsätze. Zur Spielzeit 2016/17 gelang ihm der endgültige Sprung in den Kader der Detroit Red Wings. Im Juli 2017 wurde Ouellets Vertrag um zwei Jahre verlängert. In der Folge bestritt der Abwehrspieler 45 Spiele für Detroit in der Saison 2017/18, ehe das Management ihn im Juni 2018 gemäß den Regularien auf den Waiver setzte, um ihm das letzte Jahr seines Vertrages ausbezahlen zu können. Wenig später schloss sich der Verteidiger als Free Agent den Canadiens de Montréal an. Dort verbrachte er vier Jahre, bevor er im Juli 2022 in gleicher Weise zu den Pittsburgh Penguins wechselte.

### International
Im Gegensatz zu seinem Vater, der international für die französische Nationalmannschaft spielte, stand Ouellet im Juniorenbereich für Kanada auf dem Eis. Er vertrat das Land im Rahmen der World U-17 Hockey Challenge 2010, dem Ivan Hlinka Memorial Tournament 2010, das die Mannschaft mit der Goldmedaille abschloss, und der U20-Junioren-Weltmeisterschaft 2013.

## Erfolge und Auszeichnungen
| - 2010 LHJMQ All-Rookie Team - 2011 Teilnahme am CHL Top Prospects Game - 2012 LHJMQ First All-Star Team | - 2013 LHJMQ First All-Star Team - 2016 Teilnahme am AHL All-Star Classic |

### International
- 2010 Goldmedaille beim Ivan Hlinka Memorial Tournament

## Karrierestatistik
Stand: Ende der Saison 2023/24

### International
Vertrat Kanada bei:
- World U-17 Hockey Challenge 2010
- Ivan Hlinka Memorial Tournament 2010
- U20-Junioren-Weltmeisterschaft 2013

(Legende zur Spielerstatistik: Sp oder GP = absolvierte Spiele; T oder G = erzielte Tore; V oder A = erzielte Assists; Pkt oder Pts = erzielte Scorerpunkte; SM oder PIM = erhaltene Strafminuten; +/− = Plus/Minus-Bilanz; PP = erzielte Überzahltore; SH = erzielte Unterzahltore; GW = erzielte Siegtore; 1 Play-downs/Relegation; Kursiv: Statistik nicht vollständig)